# Nederlandse kampioenschappen atletiek 2005
In 2005 werden de Nederlandse kampioenschappen atletiek gehouden in het Olympisch Stadion (Amsterdam). De organisatie lag in de handen van de Amsterdamse atletiekvereniging Phanos in samenwerking met de Atletiekunie (voorheen KNAU).
De 10.000 m voor mannen en vrouwen vond plaats op 2 april in Drunen.

## Uitslagen

### 100 m
| rang   | atleet         | prestatie |
| ------ | -------------- | --------- |
| Goud   | Guus Hoogmoed  | 10,36 s   |
| Zilver | Caimin Douglas | 10,41 s   |
| Brons  | Maarten Heisen | 10,52 s   |

| rang   | atlete                | prestatie |
| ------ | --------------------- | --------- |
| Goud   | Jacqueline Poelman    | 11,61 s   |
| Zilver | Pascal van Assendelft | 11,77 s   |
| Brons  | Annemarie Kramer      | 11,95 s   |

### 200 m
| rang   | atleet               | prestatie |
| ------ | -------------------- | --------- |
| Goud   | Guus Hoogmoed        | 20,41 s   |
| Zilver | Daniel Ward          | 20,86 s   |
| Brons  | Youssef el Rhalfioui | 21,41 s   |

| rang   | atlete             | prestatie |
| ------ | ------------------ | --------- |
| Goud   | Jacqueline Poelman | 23,06 s   |
| Zilver | Annemarie Kramer   | 23,64 s   |
| Brons  | Mami Awuah Asante  | 24,02 s   |

### 400 m
| rang   | atleet            | prestatie |
| ------ | ----------------- | --------- |
| Goud   | Robert Lathouwers | 46,52 s   |
| Zilver | Rikkert van Rhee  | 46,76 s   |
| Brons  | Sjors Kampen      | 47,60 s   |

| rang   | atlete               | prestatie |
| ------ | -------------------- | --------- |
| Goud   | Henrieke Krommendijk | 54,80 s   |
| Zilver | Lisette Thomas       | 56,29 s   |
| Brons  | Romara van Noort     | 56,30 s   |

### 800 m
| rang   | atleet       | prestatie |
| ------ | ------------ | --------- |
| Goud   | Arnoud Okken | 1.49,53   |
| Zilver | Arno Hoevink | 1.52,57   |
| Brons  | Bas Eefting  | 1.52,89   |

| rang   | atlete            | prestatie |
| ------ | ----------------- | --------- |
| Goud   | Lotte Visschers   | 2.12,86   |
| Zilver | José van der Veen | 2.13,17   |
| Brons  | Anne van den Hurk | 2.13,53   |

### 1500 m
| rang   | atleet           | prestatie |
| ------ | ---------------- | --------- |
| Goud   | Casper Dirks     | 3.55,71   |
| Zilver | Jesse Kayser     | 3.57,67   |
| Brons  | Gert-Jan Wassink | 3.58,20   |

| rang   | atlete            | prestatie |
| ------ | ----------------- | --------- |
| Goud   | Adriënne Herzog   | 4.23,82   |
| Zilver | Anne van den Hurk | 4.25,66   |
| Brons  | Lesley van Miert  | 4.27,50   |

### 5000 m
| rang   | atleet             | prestatie |
| ------ | ------------------ | --------- |
| Goud   | Sander Schutgens   | 14.03,92  |
| Zilver | Guus Janssen       | 14.06,35  |
| Brons  | Patrick Stitzinger | 14.07,27  |

| rang   | atlete              | prestatie |
| ------ | ------------------- | --------- |
| Goud   | Anita Giusti-Looper | 16.07,07  |
| Zilver | Marlies Overbeeke   | 16.19,20  |
| Brons  | Kristijna Loonen    | 16.33,18  |

### 10.000 m[1]
| rang   | atleet            | prestatie |
| ------ | ----------------- | --------- |
| Goud   | Khalid Choukoud   | 30.12,06  |
| Zilver | Ruben Scheurwater | 30.44,95  |
| Brons  | Noel Keijsers     | 30.52,60  |

| rang   | atlete           | prestatie |
| ------ | ---------------- | --------- |
| Goud   | Kristijna Loonen | 34.16,09  |
| Zilver | Selma Borst      | 34.35,18  |
| Brons  | Pauline Claessen | 36.12,71  |

### 110 m horden/100 m horden
| rang   | atleet                | prestatie |
| ------ | --------------------- | --------- |
| Goud   | Gregory Sedoc         | 13,62 s   |
| Zilver | Marcel van der Westen | 13,63 s   |
| Brons  | Virgil Spier          | 13,97 s   |

| rang   | atlete             | prestatie |
| ------ | ------------------ | --------- |
| Goud   | Rosina Hodde       | 13,58 s   |
| Zilver | Femke van der Meij | 13,77 s   |
| Brons  | Yvonne Wisse       | 14,01 s   |

### 400 m horden
| rang   | atleet         | prestatie |
| ------ | -------------- | --------- |
| Goud   | Bram Kempkens  | 52,22 s   |
| Zilver | Daniel Franken | 52,44 s   |
| Brons  | Frank Peeters  | 53,20 s   |

| rang   | atlete            | prestatie |
| ------ | ----------------- | --------- |
| Goud   | Marjolein de Jong | 56,07 s   |
| Zilver | Tamara Ruben      | 59,15 s   |
| Brons  | Henrieke Popken   | 60,52 s   |

### 3000 m steeplechase
| rang   | atleet         | prestatie |
| ------ | -------------- | --------- |
| Goud   | Simon Vroemen  | 8.54,08   |
| Zilver | Joost Blokland | 9.04,48   |
| Brons  | Noel Keijsers  | 9.05,20   |

### Verspringen
| rang   | atleet             | prestatie |
| ------ | ------------------ | --------- |
| Goud   | Jurgen Cools       | 7,85 m    |
| Zilver | Jelle van Kesteren | 7,05 m    |
| Brons  | Jermaine Sedoc     | 7,03 m    |

| rang   | atlete           | prestatie |
| ------ | ---------------- | --------- |
| Goud   | Mirjam Boxhoorn  | 6,03 m    |
| Zilver | Wilma Zwart      | 5,82 m    |
| Brons  | Linda Callemeijn | 5,63 m    |

### Hink-stap-springen
| rang   | atleet            | prestatie |
| ------ | ----------------- | --------- |
| Goud   | Ellsworth Manuel  | 14,78 m   |
| Zilver | Maarten Bouwman   | 14,41 m   |
| Brons  | Lennart Teunissen | 14,24 m   |

| rang   | atlete            | prestatie |
| ------ | ----------------- | --------- |
| Goud   | Francien Vierkant | 12,17 m   |
| Zilver | Janneke Hulshof   | 12,14 m   |
| Brons  | Marlon Dek        | 11,84 m   |

### Hoogspringen
| rang   | atleet           | prestatie |
| ------ | ---------------- | --------- |
| Goud   | Jan Peter Larsen | 2,22 m    |
| Zilver | Wilbert Pennings | 2,19 m    |
| Brons  | Paul Jongmans    | 2,10 m    |

| rang   | atlete          | prestatie |
| ------ | --------------- | --------- |
| Goud   | Yvonne Wisse    | 1,79 m    |
| Zilver | Karin Ruckstuhl | 1,76 m    |
| Brons  | Remona Fransen  | 1,76 m    |

### Polsstokhoogspringen
| rang   | atleet             | prestatie |
| ------ | ------------------ | --------- |
| Goud   | Rens Blom          | 5,70 m    |
| Zilver | Laurens Looije     | 5,55 m    |
| Brons  | Christian Tamminga | 5,25 m    |

| rang   | atlete          | prestatie |
| ------ | --------------- | --------- |
| Goud   | Rianna Galiart  | 4,10 m    |
| Zilver | Monique de Wilt | 4,05 m    |
| Brons  | Sabine Verbeek  | 3,85 m    |

### Kogelstoten
| rang   | atleet        | prestatie |
| ------ | ------------- | --------- |
| Goud   | Rutger Smith  | 20,59 m   |
| Zilver | Eddy Cardol   | 16,98 m   |
| Brons  | Patrick Groot | 16,70 m   |

| rang   | atlete             | prestatie |
| ------ | ------------------ | --------- |
| Goud   | Lieja Tunks-Koeman | 18,55 m   |
| Zilver | Loes Verlaak       | 14,43 m   |
| Brons  | Elise Knetemann    | 14,18 m   |

### Discuswerpen
| rang   | atleet            | prestatie |
| ------ | ----------------- | --------- |
| Goud   | Rutger Smith      | 65,51 m   |
| Zilver | Erik Cadée        | 60,27 m   |
| Brons  | Mike van der Bilt | 59,49 m   |

| rang   | atlete             | prestatie |
| ------ | ------------------ | --------- |
| Goud   | Lieja Tunks-Koeman | 55,58 m   |
| Zilver | Monique Jansen     | 49,27 m   |
| Brons  | Inga Barends       | 48,16 m   |

### Speerwerpen
| rang   | atleet           | prestatie |
| ------ | ---------------- | --------- |
| Goud   | Bjorn Blommerde  | 68,96 m   |
| Zilver | Elliott Thijssen | 67,84 m   |
| Brons  | Oscar Schermer   | 66,91 m   |

| rang   | atlete        | prestatie |
| ------ | ------------- | --------- |
| Goud   | Bregje Crolla | 51,21 m   |
| Zilver | Laurien Hoos  | 46,82 m   |
| Brons  | Jisca Docters | 41,88 m   |

### Kogelslingeren
| rang   | atleet       | prestatie |
| ------ | ------------ | --------- |
| Goud   | Ronald Gram  | 65,63 m   |
| Zilver | Vincent Onos | 54,75 m   |
| Brons  | Arjan Klein  | 51,36 m   |

| rang   | atlete               | prestatie |
| ------ | -------------------- | --------- |
| Goud   | Debby van der Schilt | 57,90 m   |
| Zilver | Aafke Vogelzang      | 56,34 m   |
| Brons  | Maaike Schetters     | 55,33 m   |

1904 · 
1908 · 
1909 · 
1910 · 
1911 · 
1912 · 
1913 · 
1914 · 
1915 · 
1917 · 
1918 · 
1919 · 
1920 · 
1921 · 
1922 · 
1923 · 
1924 · 
1925 · 
1926 · 
1927 · 
1928 · 
1929 · 
1930 · 
1931 · 
1932 · 
1933 · 
1934 · 
1935 · 
1936 · 
1937 · 
1938 · 
1939 · 
1940 · 
1941 · 
1942 · 
1943 · 
1944 · 
1946 · 
1947 · 
1948 · 
1949 · 
1950 · 
1951 · 
1952 · 
1953 · 
1954 · 
1955 · 
1956 · 
1957 · 
1958 · 
1959 · 
1960 · 
1961 · 
1962 · 
1963 · 
1964 · 
1965 · 
1966 · 
1967 · 
1968 · 
1969 · 
1970 · 
1971 · 
1972 · 
1973 · 
1974 · 
1975 · 
1976 · 
1977 · 
1978 · 
1979 · 
1980 · 
1981 · 
1982 · 
1983 · 
1984 · 
1985 · 
1986 · 
1987 · 
1988 · 
1989 · 
1990 · 
1991 · 
1992 · 
1993 · 
1994 · 
1995 · 
1996 · 
1997 · 
1998 · 
1999 · 
2000 · 
2001 · 
2002 · 
2003 · 
2004 · 
2005 · 
2006 · 
2007 · 
2008 · 
2009 · 
2010 · 
2011 · 
2012 · 
2013 · 
2014 · 
2015 · 
2016 ·
2017 ·
2018 ·
2019 ·
2020 ·
2021 ·
2022 ·
2023 ·
2024 ·
2025